# بولسواویتس
بولسواویتس (به لهستانی:  Bolesławiec) یک منطقهٔ مسکونی در لهستان است که در شهرستان بولسواویتس واقع شده‌است. بولسواویتس ۲۲٫۸۱ کیلومتر مربع مساحت و ۴۰٬۸۳۷ نفر جمعیت دارد.

## خواهرخوانده
شهرهای زیگبورگ، واله‌کورسا و نوژان-سور-مرن خواهرخوانده‌های بولسواویتس هستند.